# Камісберґе
30°05′20″ пд. ш. 17°58′45″ сх. д. / 30.08888889° пд. ш. 17.97916667° сх. д.Камісберґе (Kamisberg або Kamisberge) (khoikhoi 'tamis' = 'безлад') — це ряд піщано-гранітних інсельбергів — останців, зосереджених навколо Кескруна в Намакваленді, Південна Африка. Зовні цей ареал дуже схожий на зімбабвійський матопос. Простягнувшись приблизно на 140 км (60 миль) від Геріса на півдні до Спрінгбока на півночі, він утворює плато між піщаним покриттям Західного узбережжя Хедленд і бушманлендом на сході з гірським твердим покриттям Куммісбергського схилу в центрі. 
Клімат регіону підтримується холодною Бенгельською течією. Рослинність в основному багата ендемічними видами. З численними чагарниками молочаю поширені лободи і верблюжа колючка. Також зустрічаються Ceraria namaquensis, Euclea tomentosa, Rhus undulata, Ozoroa dispar і Tylecodon paniculatus. Камісберг є незвичайним серед пустельних регіонів тим, що опади є відносно передбачуваними, а мороз буває рідко. Дощ зазвичай супроводжується сильною росою або туманом. Взимку дме бергвінд, і температура може досягати 40 °C. Після вологої зими, навесні, сплячі Asteraceae, Brassicaceae, Izoaceae, а також численні види Asteraceae, Poaceae, Liliaceae та Amaryllidaceae красиво розквітають на великій території. Ця територія вважається однією з 25 гарячих точок біорізноманіття рослин у світі, і деякі її частини були охоронені в 1999 році, щоб захистити багату дику природу та барвисті польові квіти.  Природний заповідник Гоегаб біля Спрінгбока є ідеальним місцем, щоб помилуватися квітковими чудесами гір.
Раніше ця територія була зайнята кочовим народом койхой.

## Інтернет-ресурси
- Kamieskroon Mountain Route
- A description of the endemic Flora and Vegetation of the Kamiesberg Uplands[недоступне посилання з 01.02.2020]
- Namaqualand, Northern Cape
- North-western Mountain Renosterveld